# نووی وستتس
نووی وستتس (به چکی: Nový Vestec) یک منطقهٔ مسکونی در جمهوری چک است که در ناحیه پراگ-شرق واقع شده‌است. نووی وستتس ۳٫۱۴ کیلومتر مربع مساحت و ۳۷۷ نفر جمعیت دارد و ۱۷۳ متر بالاتر از سطح دریا واقع شده‌است.